# Кизилту (Урджарський район)
Кизилту́ (каз. Қызылту) — село у складі Урджарського району Абайської області Казахстану. Входить до складу Урджарського сільського округу.
Населення — 583 особи (2021; 826 у 2009, 842 у 1999, 958 у 1989).
Національний склад станом на 1989 рік:
- казахи — 100 %